# 잉그리아인

잉그리아인의 기

잉그리아인(영어: Ingrians, 핀란드어: inkeriläiset, 러시아어: Ингерманландцы) 또는 잉그리아 핀인(Ingrian Finns)은 잉그리아 지역에 거주하는 핀란드계 인구를 가리킨다. 러시아와의 전쟁 이후 핀란드와 잉그리아 지역을 스웨덴이 획득한 17세기에 해당 지역으로 이주한 루터교 핀란드인 인구가 그 기원이다. 제2차 세계대전 전후 강제이주와 학살이 벌어져 인구가 크게 줄어들고 분산되었으며, 약 2만 명의 인구가 오늘날 상트페테르부르크 지역에 거주하고 있는 것으로 추산된다.

## 같이 보기
- 카리알라인
- 크벤인